# Стоа Пойкиле
Стоа Пойкиле (на гръцки: ἡ ποικίλη στοά – Шареният портик, Шарената колонада) е стоа (покрита колонада) от 5 век пр.н.е., намирала се в северната част на атинската агора. На нея е имало фрески от Полигнот Тасоски и Микон.
Известна е и с това, че тук Зенон от Китион през 300 пр.н.е. е събирал последователите си. Философската школа стоицизъм, която той основава, взема названието си от сградата.
Археологически разкопки, проведени през 2003 г. от Американската школа за класически изследвания в Атина (American School of Classical Studies at Athens) разкриват останки от стоата и дават възможност за вероятна реконструкция, като се използва описанието на Павзаний в неговото „Описание на Елада“.
Стоата е изпълнявала няколко обществени функции: картинна галерия, музей за военни трофеи, място за социални контакти. Била е изработена между 470 и 460 г. пр.н.е. от мрамор и варовик и колоните отвън са били в дорийски стил, а вътре – в йонийски стил.
Павзаний, който посещава Атина около 150 г., все още може да види четири от картините, изобразяващи военни победи на Атина, както митологични, така и исторически. Той ги описва (без да споменава авторите им) като:
- Битката при Ойное в Аргос (Oenoe)[4][5] с неизвестен автор
- Амазономахия (битката на Тезей с амазонките) от Микон
- Превземането на Троя от Полигнот Тасоски
- Битката при Маратон, от Панен (или Панайнос, Panaenus), но вероятно с участието на Полигнот и Микон[6]

Според Плутарх Полигнот е рисувал безплатно, воден от желание да допринесе за благото на града.
През 267 г. Атина е нападната и разграбена от херулите, но не е била разрушена. Към 396 г. картините вече ги няма, като вероятно са свалени по нареждане на римски проконсул.